# Beni Mester
Beni Mester är en ort i Algeriet. Den ligger i provinsen Tlemcen, i den nordvästra delen av landet, 500 km sydväst om huvudstaden Alger. Folkmängden uppgick till cirka 7 000 invånare vid folkräkningen 2008.

## Geografi
Beni Mester ligger 683 meter över havet. Terrängen runt Beni Mester är lite bergig. Runt Beni Mester är det ganska tätbefolkat, med 96 invånare per kvadratkilometer. Närmaste större samhälle är Tlemcen, 9,9 km öster om Beni Mester. Omgivningarna runt Beni Mester är i huvudsak ett öppet busklandskap.